# Escadron d'hélicoptères 2/67 Valmy
L'escadron d'hélicoptères 2/67 Valmy est une ancienne unité volante de l'armée de l'air dissoute le 31 août 2004. L'unité, est l'héritière de la 23° Escadre d'Hélicoptères formée en Algérie. La symbolique de son insigne est la suivante: 
- sur un fond d'azur bleu se détachent: - le croissant d'or rappelant le lieu de formation de l'escadre, 
- l'épée symbolisant l'attaque, le bouclier la défense, la croix rouge le secourisme, 
- le cheval de Troie l'effet de surprise. 

## Historique
- 1er octobre 1964 : création de l'Escadron d'Hélicoptères 2/67 à Saint Dizier sur Alouette II et H-34A
- 20 septembre 1967 : l'escadron reçoit son nom de "Valmy"
- 1971 : sur la Base Aérienne d'Opérations (BAO) 132 de Colmar-Meyenheim, le Détachement Permanent d'Hélicoptères (DPH 2/67) rayonne dans toute la FATAC- 1re RA, et assure les missions de dépannages et de ravitaillements techniques urgentes au profit des bases aériennes; tout en intégrant la mission du service national S.A.R (search and rescue). Cette mission consiste à maintenir un H34 en alerte H/24 - 7 jours sur 7; équipé d'un treuil et d'un filet, d'un appareillage radio et électronique de guidage, de lots médicaux, qui permettent de repérer le lieu de détresse et d'effectuer une intervention rapide. Cette mission S.A.R concrétise la collaboration de l'Armée de l'Air avec le Secrétariat général de l'Aviation civil, notamment dans l'exécution du Plan ORSEC: inondations, sauvetages en haute montagne (avalanches, accidents, ...).
- 1er septembre 1972 : le 2/67 part s'installer sur la base de Metz-Frescaty, laissant pour encore deux ans ses H-34A à Saint-Dizier
- 21 novembre 1973 : arrivée de la première Alouette III de l'escadron
- 16 janvier 1990 : livraison des AS555UN Fennec au 2/67
- mars 1990 : retrait de la dernière Alouette III
- 31 août 2004 : dissolution de l'EH 2/67 Valmy. Le "Valmy" devient l'une des deux escadrilles de l'Escadron de Transport Mixte 1/40 Moselle sur la même base

## Bases
- 1964-1972 : Base aérienne 113 Saint-Dizier-Robinson
- 1972-2004 : Base aérienne 128 Metz-Frescaty

## Appareils
- Sikosky H-34A : 1er octobre 1964 au 1er janvier 1973 - L'équipage est composé de trois hommes : le premier pilote, le copilote et le mécanicien du personnel navigant.
- SE 313B Alouette II : 1er octobre 1964 à mars 1990 - L'équipage est composé de deux hommes : un pilote et un mécanicien.
- SA 319B Alouette III : du 21 novembre 1973 à ??
- AS555UN Fennec : du 16 janvier 1990 au 31 août 2004